# Image16
『image16 seize』（イマージュ16・セーズ）は、2016年1月20日にソニー・ミュージックジャパン インターナショナル（ソニー・クラシカル）から発売されたニューエイジ・ミュージックのコンピレーション・アルバム『image』シリーズの第16弾。規格品番：SICC-30253。

## 収録曲
1. 宮本笑里「birth」
  - 作曲：宮本笑里　編曲：羽毛田丈史
  - えのすい×チームラボナイトワンダーアクアリウム2015テーマソング
2. 川井憲次「花燃ゆ メインテーマ」
  - 作曲・編曲：川井憲次
  - NHK大河ドラマ「花燃ゆ」より
3. 羽毛田丈史「明日の夢～天皇の料理番～（TBSテレビ 60周年特別企画 日曜劇場「天皇の料理番」より）」
  - 作曲・編曲：羽毛田丈史
  - TBS系ドラマ「天皇の料理番」より
4. TOKU「Shine On」
  - 作詞：SHANTI　作曲：TOKU　編曲：TOKU・宮本貴奈
  - シチズン時計「LIGHT in BLACK」CMソング
5. ゴンチチ「塩と太陽」
  - 作曲：ゴンチチ　編曲：ジャキス・モレレンバウム
  - NHK「世界の快適音楽セレクション」オープニングテーマ
6. LE VELVETS「情熱大陸」
  - 作詞：村山辰浩　作曲：葉加瀬太郎　編曲：羽毛田丈史
7. 沖仁「サムワン・トゥ・ウォッチ・オーヴァー・ミー」（初CD化）
  - 作曲：ジョージ・ガーシュウィン　編曲：沖仁
  - 野村不動産「PROUD」CMソング
8. 加古隆「パリは燃えているか」
  - 作曲：加古隆
  - NHK「映像の世紀」より
9. ピアノ・ガイズ「展覧会の絵」
  - 作曲：モデスト・ムソルグスキー
  - 編曲：アル・ファン・デル・ビーク/スティーヴン・シャープ・ネルソン
  - 「ワシントン・ナショナル・シャラリー展」テーマソング
10. 小松亮太「リベルタンゴ（Version2015）」
  - 作曲：アストル・ピアソラ　編曲：小松亮太
11. イル・ディーヴォ「トゥナイト」
  - 作曲：レナード・バーンスタイン/スティーヴン・ソンダイム
  - 編曲：アルベルト・キンテーロ
12. 石丸幹二「マイ・ウェイ」
  - 作詞：ポール・アンカ
  - 作曲：クロード・フランソワ・ジャック・ルヴォー（英語版）
  - 日本語詞：片桐和子　編曲：佐藤泰将
13. NAOTO「strings shower」（初CD化）
  - 作曲・編曲：NAOTO
  - MBSラジオ「NAOTOな音」テーマソング
14. 青柳誠「Let It Go」
  - 作詞・作曲：クリステン・アンダーソン＝ロペス/ロバート・ロペス
  - 編曲：青柳誠
  - 日本コカ・コーラ「爽健美茶」CMソング
15. EMI「LONGING LOVE」（初CD化）
  - 作曲：ジョージ・ウィンストン　編曲：藤田哲司
  - 日本たばこ産業「日本のひととき茶道篇」CMソング
16. 横山克「your tuning」（初CD化）
  - 作曲・編曲：横山克
  - NHKラジオ「ラジオ深夜便」エンディングテーマ
17. ジェイク・シマブクロ「一期一会」
  - 作曲：ジェイク・シマブクロ